# Ferdinand Rudolph Hassler
Ferdinand Rudolph Hassler, né le 6 octobre 1770 à Aarau en Suisse et mort le 20 novembre 1843 à Philadelphie, est un géodésien géographe, métrologue et mathématicien suisse émigré aux États-Unis où il devient le premier directeur du United States Survey of the Coast et du Bureau of Standards, les offices qui sont les précurseurs respectifs du U.S. National Geodetic Survey (qui est intégré dans la NOAA) et du National Institute of Standards and Technology,. L'emploi du mètre pour le relevé côtier des États-Unis constituera également un argument lors de l'introduction du Metric act of 1866 qui autorise l'usage du mètre aux États-Unis,. Ceci jouera probablement également un rôle en 1867 dans le choix du mètre et la proposition de création d'un Bureau international des poids et mesures par l'Association pour la mesure des degrés en Europe (Allemand : Europäische Gradmessung),,.

## Biographie

### En Europe
Ferdinand Rudolph Hassler nait à Aarau en 1770 dans une famille d'horloger. Il s'inscrit à la Hohe Schule de Berne en 1786, où il commence des études de droit, puis se réoriente rapidement vers les mathématiques et la physique. Au cours de ses études à Berne, il est l'élève de Johann Georg Tralles, qui représentera la Suisse à la conférence scientifique convoquée à Paris en 1798 pour la présentation de la mesure de la Méridienne de France, effectuée par Delambre et Méchain pour déterminer la longueur du mètre. Entre 1791 et 1797, Ferdinand Rudolf Hassler poursuit ses études à Paris, à Gotha et à Göttingen. En 1791 et en 1797, il effectue en collaboration avec Johann Georg Tralles deux campagnes géodésiques en Suisse au cours desquelles il mesure à deux reprises une base géodésique dans la région du Grand Marais à l'ouest de Berne. Il effectue également la mesure de triangles qu'il rattache à cette base dans le but d'établir une carte du canton de Berne. En 1798, il épouse Anna Gaillard avec laquelle il aura neuf enfants ,. Sa fille Rosalie épouse Edward Norris et a un fils Ferdinand Norris , prince duc Norreys de Longjumeau.
À la suite de l'invasion de la Suisse par la France, la République helvétique est proclamée en 1798. Hassler est chargé d'un projet de cartographie de la Suisse. En 1803, la République helvétique adopte le système métrique. La même année, elle s'effondre et la Suisse est à nouveau envahie par la France qui impose l'Acte de médiation. Par conséquent, le travail de cartographie de la Suisse est attribué à des ingénieurs géographes français. En 1805, conscient de l'absence de perspectives en Suisse, Hassler émigre aux États-Unis.

### Émigration aux États-Unis
Parti de Suisse en mai 1805, Hassler arrive à Philadelphie en octobre de la même année. Il est accompagné de sa femme et de ses enfants, ainsi que de deux amis et de 120 fermiers et artisans engagés dans le but d'établir une colonie en Louisiane ou en Caroline. Leur agent arrivé aux États-Unis peu avant eux perd les fonds prévus pour l'achat d'un domaine dans des spéculations malheureuses. Hassler doit alors vendre une partie des biens emportés dans ses bagages. Il possède notamment une importante bibliothèque et des copies du "mètre des Archives" et du "kilogramme des Archives" qui lui seront rachetées par la Société philosophique américaine.

#### Les débuts du relevé cartographique des côtes américaines

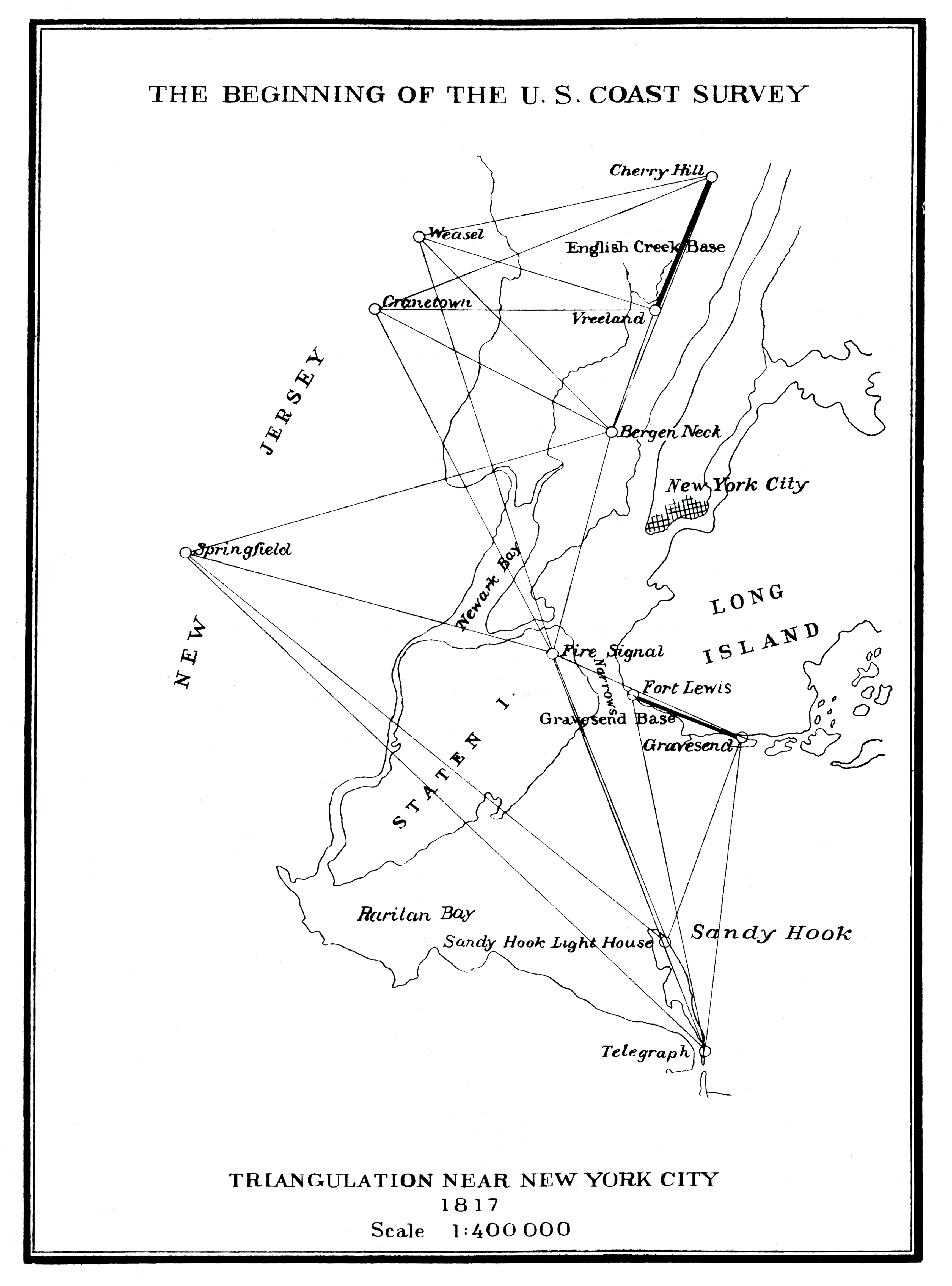
Le début du levé topographique côtier des États-Unis.

L'expansion du trafic maritime commercial sur les côtes américaines rend nécessaire la création de cartes côtières précises. Une loi promulguant la création de l'United States Coast Survey est votée par le Congrès des États-Unis, et approuvée par le Président Thomas Jefferson, le 10 février 1807. L'exécution de la loi est confiée au département du Trésor dont le Secrétaire est Albert Gallatin. Ce dernier met au concours le poste de directeur de ce qui deviendra la première agence scientifique civile du gouvernement des États-Unis.
Le projet de Ferdinand Rudolf Hassler est accepté avec l'aval de la Société philosophique américaine. Il consiste à mesurer des triangles de trente miles (soit 48,2803 kilomètres) de côté le long du littoral en déterminant les azimuts des côtés de ces triangles et la longitude et la latitude de leurs sommets. Puis dans un second temps, il s'agit de mesurer de plus petits triangles (dont la longueur des côtés serait d'une dizaine de miles, soit environ 16 kilomètres) à l'intérieur des premiers afin de déterminer de manière détaillée un grand nombre de points pouvant être reportés précisément sur la carte. Hassler projette de déterminer la taille des triangles en mesurant plusieurs bases à l'aide de règles géodésiques de sa conception, qui figurent probablement parmi les éléments les plus originaux des instruments rassemblés pour cette entreprise. En effet, alors que la plupart des règles géodésiques utilisées à cette époque en Europe sont calibrées sur la toise, Hassler décide d'utiliser une règle calibrée sur le mètre,,. Par ailleurs, Hassler met au point un système de lecture au microscope qui lui permet de n'utiliser qu'une seule règle, plutôt que d'en juxtaposer plusieurs, pour son appareil de mesure des bases.
Avant son entrée en fonction, Hassler enseigne les mathématiques à l'Académie militaire de West Point et à l'Union Collège de Schenectady. En 1811, il se rend en Angleterre pour y faire construire les instruments géodésiques nécessaires à son projet. Depuis, l'Angleterre, il se rend à plusieurs reprises à Paris pour des missions diplomatiques pour le compte des États-Unis. Durant son séjour en Europe, la guerre anglo-américaine est déclarée et le matériel scientifique destiné aux relevés topographiques est séquestré par le gouvernement britannique. Hassler devra attendre jusqu'en 1815 pour revenir aux États-Unis avec ses instruments.
Hassler est nommé Superintendant of the Coast Survey (directeur du service des levés côtiers) en 1816. Avant de commencer sa campagne géodésique, il fait construire   un chariot pour transporter son matériel. Il commence son travail au printemps 1817. Après seulement quelques mois de campagne, le Congrès lui retire sa charge et décide, par mesure d'économie, de confier le lever côtier à l'armée américaine, qui s'avérera incapable de faire substantiellement avancer ce travail au cours des quatorze années suivantes.

#### Intermède
En 1818-1819, Hassler fait partie de la commission chargée de déterminer la frontière entre le Canada et les États-Unis. Il perd également cette charge en raison de divergences avec le gouvernement. Il acquiert une ferme qui ne lui permet pas de subvenir entièrement aux besoins de sa famille. Il donne des cours pour améliorer son ordinaire. Il écrit, publie certains ouvrages et développe la projection cartographique polyconique (en) qui sera utilisée jusqu'à la moitié du XXème siècle aux États-Unis. Sa femme le quitte.

#### Poids et mesures
à l'époque, les unités de mesure aux États-Unis ne sont pas unifiées et il existe de grandes divergences entre les différents États qui portent préjudice aux échanges commerciaux. En 1830, le Congrès des États-Unis décide d'agir et Hassler est chargé par le président Jackson de produire des étalons à distribuer aux différents États. Hassler propose l'introduction du système métrique, mais le Congrès opte pour le British Parliamentary Standard de 1758 comme unité de longueur et pour le Troy Pound of Great Britain de 1824 comme unité de poids. En effet, le système métrique ne sera rendu international qu'en 1875 par la Convention du Mètre. En Europe comme aux États-Unis, l'uniformisation des unités de mesure sera confiée à des géodésiens.
En 1832, Hassler réalise les étalons de longueur, de poids et de capacité pour le département du Trésor. Quatre ans plus tard, le Congrès des États-Unis ordonne que ces étalons soient distribués à chaque État de l'Union, afin d'uniformiser les poids et mesures. Cela constitue une étape d'une importance cruciale dans la constitution de l'infrastructure technologique qui en se développant donnera naissance au National Institute of Standards and Technology.

#### Reprise du levé côtier et décès

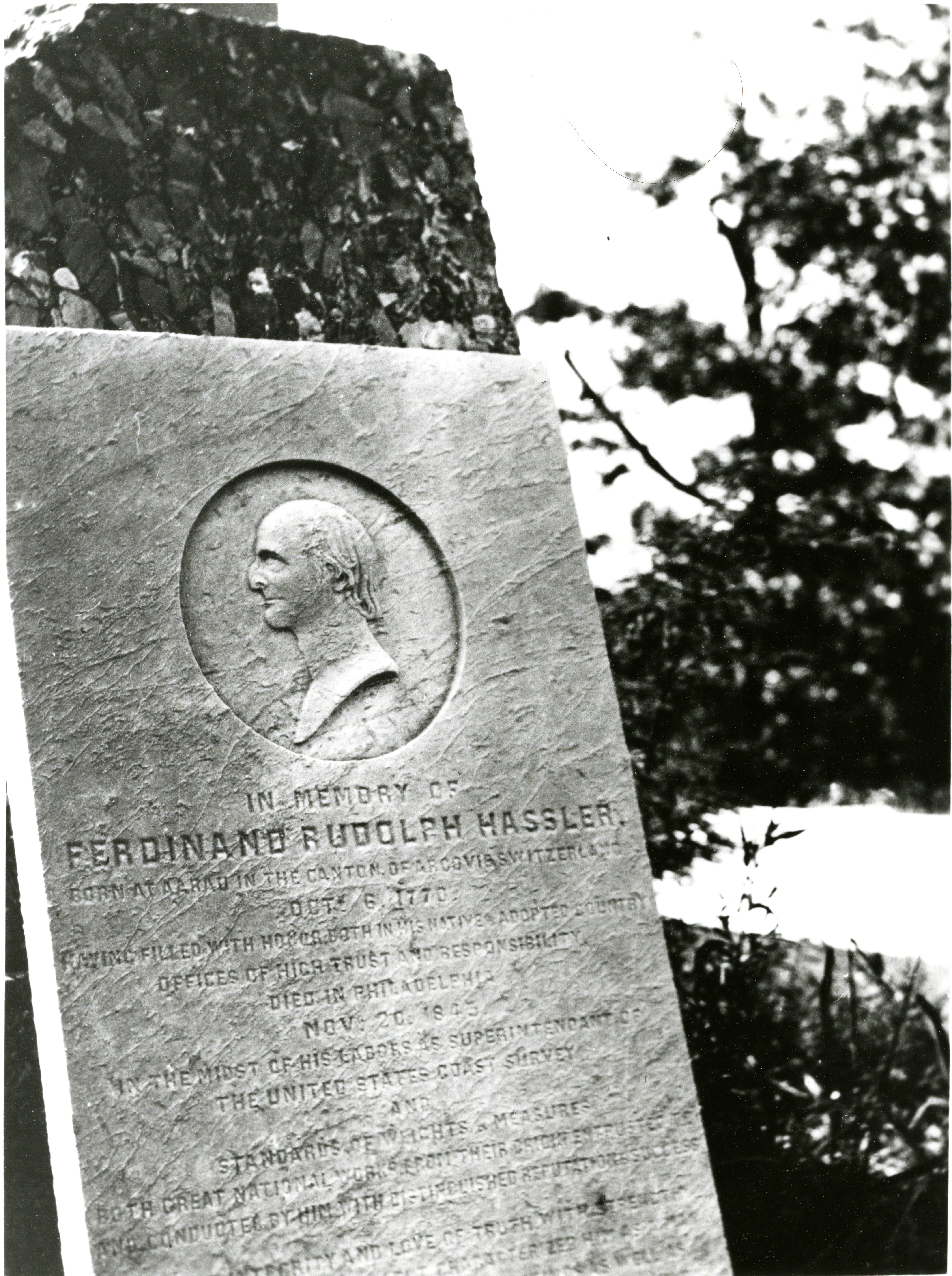
Pierre tombale de Ferdinand Rudolph Hassler

A l'âge de 62 ans, Hassler est à nouveau nommé Superintendant of the Coast Survey, le 9 août 1832,. En 1834, il mesure à Fire Island au sud de Long Island une base géodésique au moyen de son appareil de mesure des bases constitué de quatre barres de fer de deux mètres fixées ensemble totalisant huit mètres de longueur,,. De 1837 à 1841, le Coast Survey prend une ampleur considérable. Son budget est multiplié par cinq. Le service se dote de cinq navire, de plusieurs équipes de mesure, de graveurs, d'employés de bureau. Hassler acquiert du matériel de haute précision afin de fabriquer aux États-Unis les instruments géodésiques nécessaires aux relevés.
Le 11 juin 1833, Hassler commence sa triangulation à la station de Buttermilk dans le comté de Westchester, état de New York. Il poursuit son travail en direction du sud et atteint en 1843 le sud du New Jersey. Après avoir terminé les observations de la vingt-quatrième station, nommée Burden, il se rend dans l'État du Delaware, où il est grièvement blessé au cours d'une tempête en essayant de mettre ses instruments à l'abri. Il revient chez lui à Philadelphie et décède le 20 novembre 1843 avant d'avoir pu publier ses résultats,.
Les rapports de Hassler et de ses successeurs au Secrétaire du Trésor mentionnent le Coast Survey qui devient l'United States Coast Survey entre 1865 et 1877. En 1878, le Congrès des États-Unis en change le nom pour l'U.S. Coast and Geodetic Survey, qui sera simplifié en Coast and Geodetic Survey en 1899. En 1970, le Coast and Geodetic Survey devient la U.S. National Geodetic Survey, faisant partie du National Ocean Service (NOS) de la NOAA, où elle s'occupe des tâches géodésiques.